# خسرو دستگیر
خسرو دستگیر (زاده ۱۳۲۲ در ارومیه) بازیگر اهل ایران با مدرک فوق دیپلم امور هنری است. از مهم‌ترین آثار خسرو دستگیر می‌توان به بازیگری در سریال کارآگاه علوی سریال یک مشت پر عقاب، سریال بانو و سریال جست و جو در شهر اشاره کرد

## بازیگری
1. گرداب (۱۳۸۳)
2. آی پارا (۱۳۷۷)
3. سارای (۱۳۷۶)
4. شبیخون (۱۳۷۶)
5. هفت سنگ (۱۳۷۶)
6. جوانمرد (۱۳۷۵)
7. بانی چاو (۱۳۷۴)
8. بیگانه‌ای در شهر (۱۳۷۴)
9. سکوت کوهستان (۱۳۷۴)
10. آخرین بندر (۱۳۷۳)
11. رؤیای نیمه‌شب تابستان (۱۳۷۳)
12. چشم شیطان (۱۳۷۲)
13. دمرل (۱۳۷۲)
14. دلاوران کوچه دلگشا (۱۳۷۱)
15. ملک خاتون (۱۳۶۹)
16. جستجوگر (۱۳۶۸)
17. ساوالان (۱۳۶۸)
18. ایستگاه (۱۳۶۶)
19. شکوه زندگی (۱۳۶۶)
20. گل مریم (۱۳۶۶)
21. میهمانی خصوصی (۱۳۶۵)
22. اتوبوس (۱۳۶۴)

### تلویزیونی
1. پژواک
2. هفت‌سنگ
3. محاکمه
4. بانو
5. تفنگ سرپر
6. کارآگاه علوی ۲